# Ibourahima Baldé
Ibourahima Baldé (Arbucias, 23 de marzo de 1999) es un futbolista hispano-senegalés que juega de delantero en el ACR Messina de la Serie C. Es hermano del también futbolista Keita Baldé.

## Trayectoria
Nacido en Arbucias, España, pronto se marchó a jugar a Italia debido a que su hermano, Keita Baldé, ya era conocido en Italia por jugar en la Società Sportiva Lazio. Su primer equipo en Italia fue la Unione Sportiva Arezzo.
En 2016 dejó el Arezzo para fichar por la Unione Calcio Sampdoria, que quiso contar con él para su cantera.
En 2020 se marchó cedido al Calcio Foggia de la Serie C.

## Clubes
| Club                     | País   | Año           |
| ------------------------ | ------ | ------------- |
| Unione Calcio Sampdoria  | Italia | 2016-2021     |
| Vis Pesaro (préstamo)    | Italia | 2018-2019     |
| Calcio Foggia (préstamo) | Italia | 2020-2021     |
| ACR Messina              | Italia | 2021-presente |